# Glacier de Sarenne
Le glacier de Sarenne est un ancien glacier de France situé en Isère, dans l'Oisans, dans le massif des Grandes Rousses, au-dessus du Bourg-d'Oisans. Il est intégré au domaine skiable de la station de sports d'hiver de l'Alpe d'Huez en 1963 et du ski d'été s'y pratique entre 1965 et 1990 avant que sa fonte n'entraîne sa disparition au début des années 2020.

## Géographie
Le glacier s'étend dans les Grandes Rousses autour de 3 000 mètres d'altitude sur l'adret du pic Blanc (3 323 m), dominé par le pic de l'Herpie (3 012 m) à l'ouest, le sommet Nord de Sarenne (3 128 m) au nord-est et le sommet Sud de Sarenne (3 063 m) à l'est,. Il se développe dans un petit cirque naturel dans la partie supérieure du vallon de la Sarenne orienté au sud avec un dénivelé de plus de 1 000 mètres,. La topographie de ce vallon suit les structures géologiques orientées nord-sud avec notamment un soubassement de roches moutonnées constitué de micaschistes au niveau de la crête de l'Herpie à l'ouest et de terrains houillers au niveau de la crête de Sarenne et du Château Noir à l'est, le glacier se situant au contact de ces deux unités géologiques. Sa morphologie, sa vitesse de déplacement de l'ordre de 20 à 40 centimètres par an et sa faible pente de 20° permettent de le qualifier de glacier de cirque. Il n'a ainsi jamais été pourvu d'une véritable langue glaciaire ni d'une grande puissance érosive comme en témoigne son absence de moraines latérales ou de surface ; seule une petite moraine, témoin de son avancée au cours du petit âge glaciaire, est présente dans le vallon à quelques centaines de mètres en aval.
Avant sa fonte, il constitue les sources de la Sarenne, torrent affluent de la Romanche, qui s'écoule en direction du sud puis de l'ouest. La fonte totale du glacier entraîne la formation d'un lac dans le creux du cirque glaciaire qu'il occupait et modifie par conséquent le régime hydrologique de la Sarenne, du moins dans la partie supérieure de son cours en amont du col de Sarenne.
Situé sur le territoire communal du Freney-d'Oisans — dont le village se trouve dans la vallée de la Romanche au sud — mais intégré au domaine skiable de l'Alpe d'Huez sur la commune d'Huez — dont le village et la station se trouvent au sud-ouest —, il est parcouru de plusieurs pistes de ski exclusivement noires et permet même la pratique du ski d'été entre 1965 et 1990.

## Histoire

### Aménagements
En 1963, l'ouverture du téléphérique du Pic-Blanc permet aux skieurs de l'Alpe d'Huez de gagner le sommet du pic Blanc à 3 323 mètres d'altitude et de pratiquer le ski sur le glacier. Celui-ci est alors aménagé avec le percement du tunnel des Grandes-Rousses en 1964 et la construction progressive de plusieurs remontées mécaniques, jusqu'à huit fils-neige, téléskis et un télésiège directement implantés sur le glacier. Ces installations fonctionnent en hiver mais également pour la pratique du ski d'été jusqu'en 1990, date à laquelle la fonte du glacier et du pergélisol ne permettent plus l'ouverture du domaine en période estivale ; les fils-neige et les téléskis seront alors démontés entre 1988 et 1993, seul le télésiège continuant à fonctionner jusqu'en 2001 lorsqu'il est remplacé par un autre appareil sur un tracé légèrement différent.
Au cours de cette période, la station est qualifiée de « Mecque du ski d'été » et le Grenoble Université Club y déplace ses activités de ski d'été depuis le refuge Adèle Planchard avec la construction d'un nouveau refuge dit « refuge du GUC », dominant le glacier au sommet Nord de Sarenne. Ce nouveau refuge, circulaire et d'une capacité de 40 places pour 95 m² est construit fin mai 1965 en quelques jours seulement par une équipe d'étudiants volontaires et d'ouvriers des entreprises Vigne et Michel Chevalier, à partir d'éléments préfabriqués acheminés par hélicoptère.

### Fonte du glacier
La fonte du glacier, déjà présente tout au long du XXe siècle au moins, s'accélère au cours du XXIe siècle avec le réchauffement climatique, faisant craindre à l'époque la disparition prochaine du glacier,,. Ainsi, si le glacier s'étend sur 124 hectares en 1908, sa superficie est de 85 hectares en 1952, 41 hectares en 2003, 12 hectares en 2009 et 9 hectares en 2014. Son épaisseur diminue également de 120 mètres par endroit depuis le début du XXe siècle, elle est au maximum de 80 mètres dans les années 1980 et elle est estimée entre 10 et 20 mètres au début des années 2020.
Le 2 septembre 2023, alors qu'il ne se présente plus que sous la forme de quelques petites masses de glace, une cérémonie d'« obsèques » est organisée au col de Sarenne en contrebas afin d'alerter l'opinion et les autorités sur son état lié au réchauffement climatique,. Entre le 19 septembre et le 16 octobre 2023, il perd drastiquement en superficie et plus d'un mètre d'épaisseur si bien que sa surface est inférieure à un hectare et son épaisseur de seulement deux à trois mètres à la fin de cet épisode de fonte. Ces données poussent l'Institut des géosciences de l'environnement de Grenoble qui le suit depuis 75 ans via son observatoire Glacioclim à cesser ses mesures et à le déclasser de son statut de glacier le 16 octobre 2023.

## Activités

### Sports et évènements

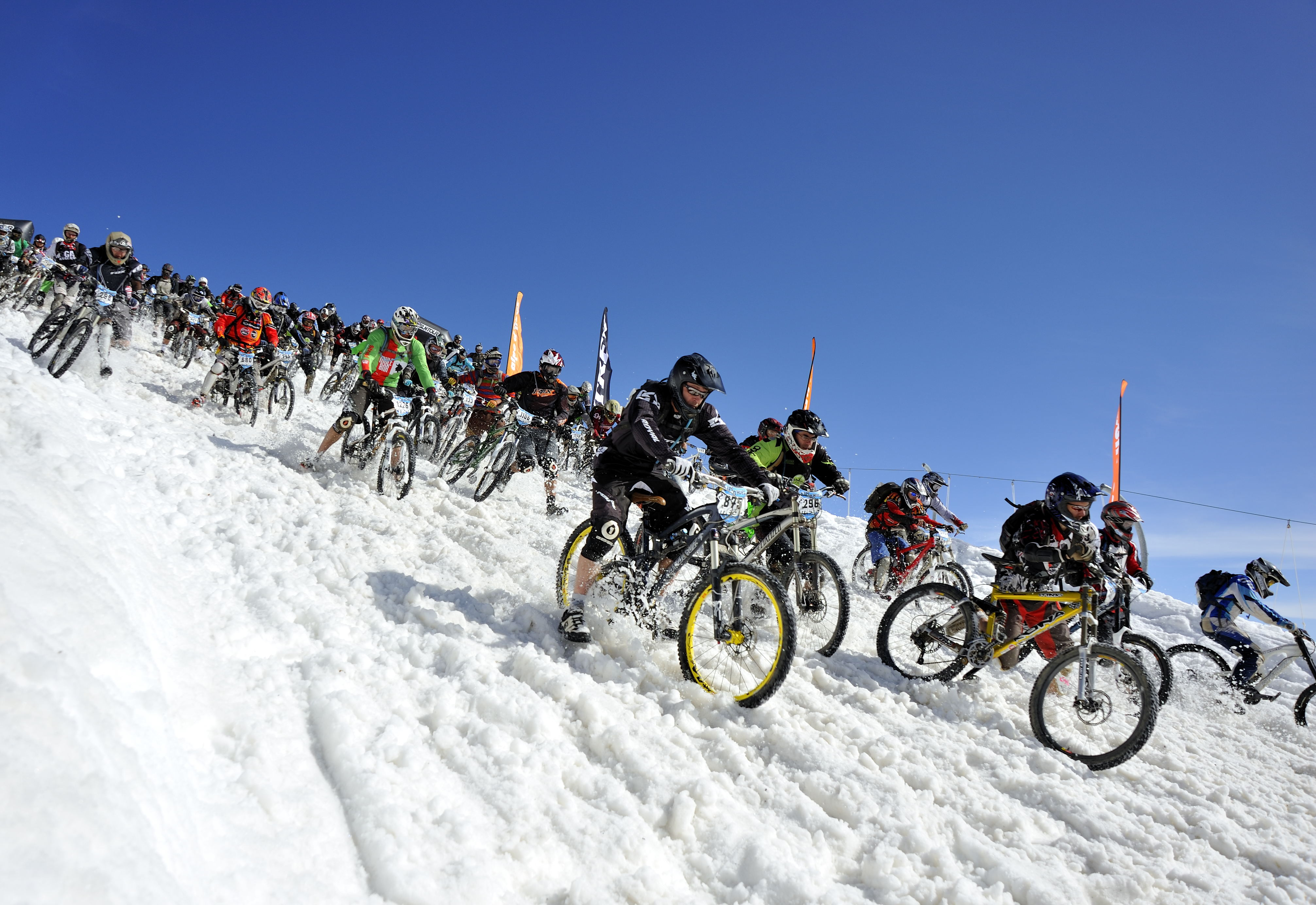
Participants à la Mégavalanche de 2010 au pic Blanc en amont du glacier.

Auparavant sauvage et à l'écart des aménagements, le glacier est intégré à partir de 1963 au domaine skiable de l'Alpe d'Huez, station de sports d'hiver qui nait en 1935 et se développe fortement dans la seconde moitié du XXe siècle. Plusieurs remontées mécaniques et pistes de ski en fonctionnement en hiver comme en été couvrent le glacier avant que sa fonte prononcée puis sa disparition entraîne le démontage des remontées mécaniques,. Depuis la désinstallation du télésiège du Glacier de Sarenne en 2001, le glacier est libre de toute installation pérenne, seulement parcouru par des pistes de ski.
En 1995 est lancée la Mégavalanche, une compétition estivale de descente à vélo dont le départ se fait au pic Blanc et l'arrivée à Allemond, 2 600 mètres plus en aval. Le tracé de la course passe notamment par le glacier et les participants évoluent sur de la neige et de la glace au cours des premières centaines de mètres de la descente.
Le vallon de la Sarenne constitue également un point de passage pour gagner le sommet du pic Blanc, que ce soit en été en randonnée, ou en hiver en ski de randonnée ; le passage sur la glace est alors indispensable en randonnée estivale jusqu'en 2013.
En dépit de la disparition du glacier au début des années 2020, les activités hivernales de ski alpin et de ski de randonnée et estivales de randonnée et de la Mégavalanche se déroulent toujours à son emplacement.

### Recherche scientifique
Le glacier de Sarenne constitue un site de recherche glaciologique entre 1949 et 2023 ce qui en fait, avec 74 ans de mesures ininterrompues, le plus vieux site des Alpes et le second au monde après celui du Storglaciären au pied du Kebnekaise en Suède lancé en 1946,.
Les données collectées par carottage et pose de balises concernent des bilans de masse en été et en hiver afin d'étudier les effets du réchauffement climatique mais aussi le lien entre dynamique glaciaire (variations d'épaisseur, de longueur, de vitesse d'écoulement) et les risques naturels glaciaires. Les contremesures sont réalisées par cartographie de l'étendue et de la morphologie du glacier sur la base d'images aériennes.